# NGC 214
NGC 214 là một thiên hà xoắn ốc nằm trong chòm sao Tiên Nữ phía bắc, cách Dải Ngân hà khoảng 194 triệu năm ánh sáng .  Nó được William Herschel phát hiện vào ngày 10 tháng 9 năm 1784. Hình dạng của thiên hà khiến phân loại hình thái học của nó là SABbc, với cấu trúc dạng thanh yếu (SAB) ở lõi và các nhánh xoắn ốc vừa phải đến lỏng lẻo (bc).
Vào ngày 19 tháng 7 năm 2005, một siêu tân tinh có cường độ 17,4 độ richter được phát hiện tại vị trí cách hạt nhân thiên hà 16″ về phía tây và 2″ về phía bắc. Vật thể này hoàn toàn không xuất hiện trên các tấm được chụp vào ngày 2 tháng 7, vì vậy nó có thể đã hình thành sau ngày đó. Định danh là SN 2005db, nó được xác định là một siêu tân tinh loại IIn dựa trên quang phổ. Một sự kiện siêu tân tinh thứ hai được phát hiện từ một hình ảnh chụp ngày 30 tháng 8 năm 2006, ở 43″ về phía tây và 11,3″ về phía nam của hạt nhân. Nó đạt tới cường độ 17,8 độ richter và được đặt tên là SN 2006ep. Đây được xác định là một siêu tân tinh loại Ib / c .